# سیروس الوند
سیروس الوند، (زاده ۱۱ بهمن ۱۳۲۹) کارگردان و فیلم‌نامه‌نویس سینمای ایران است. او همچنین برادر خشایار الوند، فیلم‌نامه‌نویس ایرانی، است. ماهور الوند، بازیگر ایرانی، دختر اوست.

## فعالیت‌ها

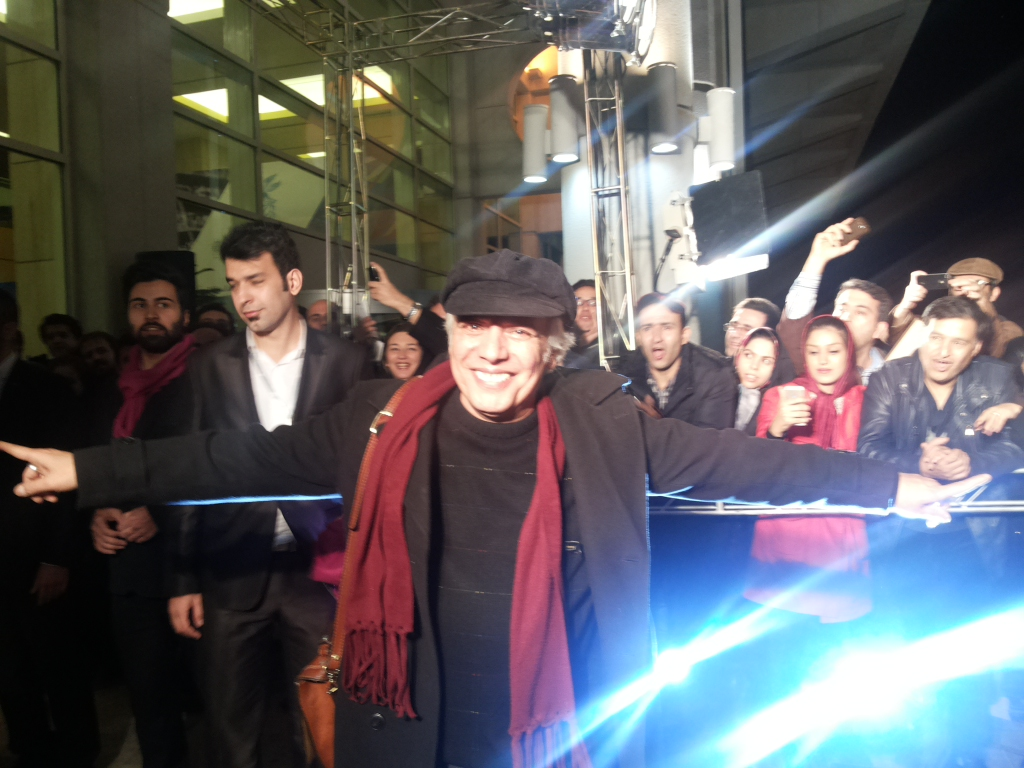
سیروس الوند

سیروس الوند فعالیت خود را به عنوان منتقد در سینمای قبل از انقلاب و در مجلات ستاره سینما و فردوسی آغاز کرد. او بعدها با فیلم‌نامه‌نویسی فعالیت خود را ادامه داد و در سال ۱۳۵۳ موفق به ساخت اولین فیلم سینمایی بلند خود «سنجر» شد. فیلمی که توقیف شد و به اکران درنیامد.
سیروس الوند در سال ۱۳۵۳ اولین فیلم خود با نام «سنجر» را کارگردانی کرد که به اکران عمومی درنیامد و در سال ۱۳۵۶ فیلمی با نام «فریاد زیر آب» با بازی داریوش اقبالی و شهره ساخت که در آن سال استقبال زیادی از فیلم شد. الوند پس از انقلاب و در سال ۱۳۷۱ با فیلم «یکبار برای همیشه» موفق به دریافت سیمرغ بلورین بهترین کارگردانی از یازدهمین جشنواره فیلم فجر شد.
۲۹ مرداد ۱۳۹۸ مراسم نکوداشت‌های بیست و یکمین جشن سینمای ایران (خانه سینما) برای سیروس الوند به همراه ۳ هنرمند دیگر در تالار ایوان شمس تهران برگزار شد.

## فیلم‌شناسی
سیروس الوند در فیلم‌های زیر به عنوان نویسنده یا کارگردان فعالیت کرده‌است:

### سینمایی
| سال  | نام فیلم                | نویسنده | کارگردان | توضیحات                                                              |
| ---- | ----------------------- | ------- | -------- | -------------------------------------------------------------------- |
| ۱۳۹۷ | آنجا همان ساعت          | آری     | آری      | همزمان تهیه‌کننده. فیلم اکران عمومی نشد.                              |
| ۱۳۹۳ | این سیب هم برای تو      | آری     | آری      |                                                                      |
| ۱۳۸۹ | پرتقال خونی             | —       | آری      |                                                                      |
| ۱۳۸۶ | زن دوم                  | —       | آری      |                                                                      |
| ۱۳۸۴ | تله                     | —       | آری      |                                                                      |
| ۱۳۸۳ | رستگاری در ۸ و ۲۰ دقیقه | —       | آری      | همزمان تهیه‌کننده                                                     |
| ۱۳۸۲ | برگ برنده               | —       | آری      | همزمان تهیه‌کننده                                                     |
| ۱۳۸۰ | مزاحم                   | —       | آری      | همزمان تهیه‌کننده                                                     |
| ۱۳۷۸ | دست‌های آلوده            | آری     | آری      |                                                                      |
| ۱۳۷۶ | ساغر                    | —       | آری      | همزمان تهیه‌کننده                                                     |
| ۱۳۷۵ | هتل کارتن               | آری     | آری      | همزمان تهیه‌کننده                                                     |
| ۱۳۷۴ | چهره                    | آری     | آری      | همزمان تهیه‌کننده                                                     |
| ۱۳۷۴ | فاتح                    | آری     | —        |                                                                      |
| ۱۳۷۳ | پادزهر                  | آری     | —        |                                                                      |
| ۱۳۷۱ | یکبار برای همیشه        | آری     | آری      |                                                                      |
| ۱۳۷۰ | برخورد                  | —       | آری      |                                                                      |
| ۱۳۶۷ | شب حادثه                | آری     | آری      |                                                                      |
| ۱۳۶۶ | محموله                  | —       | آری      |                                                                      |
| ۱۳۶۴ | آوار                    | آری     | آری      |                                                                      |
| ۱۳۶۳ | فرار                    | آری     | —        |                                                                      |
| ۱۳۶۳ | ریشه در خون             | —       | آری      |                                                                      |
| ۱۳۶۰ | مرز                     | آری     | —        |                                                                      |
| ۱۳۵۷ | نفس‌بریده                | آری     | آری      |                                                                      |
| ۱۳۵۶ | شب آفتابی               | آری     | آری      |                                                                      |
| ۱۳۵۶ | فریاد زیر آب            | آری     | آری      |                                                                      |
| ۱۳۵۵ | تنها حامی               | آری     | —        |                                                                      |
| ۱۳۵۴ | تعصب                    | آری     | —        |                                                                      |
| ۱۳۵۴ | هم‌خون                   | آری     | —        |                                                                      |
| ۱۳۵۳ | سلام بر عشق             | آری     | —        |                                                                      |
| ۱۳۵۳ | هرجایی                  | آری     | —        |                                                                      |
| ۱۳۵۳ | سنجر                    | آری     | آری      | نخستین فیلم بلند در مقام کارگردان فیلم توقیف شد و اکران عمومی نداشت. |
| ۱۳۵۲ | بندری                   | آری     | —        |                                                                      |
| ۱۳۵۲ | سالومه                  | آری     | —        |                                                                      |
| ۱۳۵۲ | سراب                    | آری     | —        |                                                                      |
| ۱۳۵۲ | مکافات                  | آری     | —        |                                                                      |
| ۱۳۵۱ | ساحره                   | آری     | —        |                                                                      |
| ۱۳۵۱ | ساعت فاجعه              | آری     | —        |                                                                      |
| ۱۳۵۱ | فتنه چکمه‌پوش            | آری     | —        |                                                                      |
| ۱۳۵۱ | مرد                     | آری     | —        |                                                                      |
| ۱۳۵۰ | حیدر                    | آری     | —        | همزمان دستیار کارگردان                                               |
| ۱۳۵۰ | میعادگاه خشم            | آری     | —        |                                                                      |

### تلویزیونی
- خسته دلان (مجموعه تلویزیونی) (کارگردان، ۱۳۸۸)